# Fifield Fire Lookout Tower
 (février 2025).
Si vous disposez d'ouvrages ou d'articles de référence ou si vous connaissez des sites web de qualité traitant du thème abordé ici, merci de compléter l'article en donnant les références utiles à sa vérifiabilité et en les liant à la section « Notes et références ».
La Fifield Fire Lookout Tower est une tour de guet du comté de Price, dans le Wisconsin, aux États-Unis. Construite  en 1932, elle est protégée au sein de la forêt nationale de Chequamegon-Nicolet. Elle est inscrite au Registre national des lieux historiques depuis le 3 juillet 2007.